# Frank Gun
Frank Gun (Budapeste, 23 de fevereiro de 1971) é o nome artístico de um ator pornográfico húngaro.

## Biografia
"Frank Gun" nasceu na Hungria é um ator pornográfico húngaro. Em 2009 ganhou o prêmio Award de melhor cena de sexo. Também é conhecido como Attila, Frank Hungaris. Fez cerca de 548 vídeos pornô.

## Prêmios

### AWARD
- 2009-Melhor Cena de Sexo em uma produção tiro estrangeira em Ass Traffic 3.